# Sylvia Chang
Sylvia Chang Ai Jia (cinese tradizionale: 張艾嘉; cinese semplificato: 张艾嘉; pinyin: Zhāng Ài Jiā; Chiayi, 21 luglio 1953) è un'attrice, regista, produttrice cinematografica, e sceneggiatrice taiwanese.

## Filmografia

### Attrice cinema
- Kong zhong wu shi, regia di Shu Liu e Sheng Tang (1973)
- Long hu jin hu, regia di Lo Wei (1973)
- Xiao ying xiong da nao Tang Ren jie, regia di Lo Wei (1974)
- Massacro a San Francisco (Huang mian lao hu), regia di Lo Wei (1974)
- Shi qi shi qi shi ba, regia di Chia Chang Liu (1974)
- Xiang Gang chao ren, regia di Kuang Hui (1975)
- Men li men wai, regia di Ching-Jui Pai (1975)
- A Mao zheng chuan, regia di Mu Chu (1976)
- Bi yun tian, regia di Hsing Lee (1976)
- Mei hua, regia di Chia Chang Liu (1976)
- Wen nuan zai qiu tian, regia di Ju-Shou Li (1976)
- Ba bai zhuang shi, regia di Shan-Hsi Ting (1976)
- Qiu chan, regia di Ning-Sheng Wang (1976)
- Lang hua, regia di Hsing Lee (1976)
- Xing yu, regia di Chia Chang Liu (1976)
- Luo ye piao piao, regia di Feng-Pan Yao (1976)
- Bian se de tai yang (1976)
- Tiao yue de ai qing, regia di Ching Chiang Kuo (1977)
- Tai bei qi qi, regia di Chia Chang Liu (1977)
- Taibei liu shi liu, regia di Chia Chang Liu (1977)
- Feng yu zhao yang, regia di Jing-Yu Fang (1977)
- Dan dan san yue qing meng long (1977)
- Bo sai xi yang qing, regia di Kong Lung (1977)
- The Longest Bridge, regia di Shan-Hsi Ting (1977)
- Gui ma gu ye zi, regia di Mu Chu e Fung Wong (1977)
- Ai de zei chuan, regia di Hsiang-Hsiung Liao (1977)
- Zuo ri chong chong, regia di Yang Ming Tsai (1977)
- Qing se shan mai, regia di Chin-Liang Hsu (1977)
- Shan liang de ri zi, regia di Wei-Bin Liu (1977)
- Jin yu liang yuan hong lou meng, regia di Han Hsiang Li (1977)
- Ai qing wo zhao dao le (1977)
- Shuo huang shi jie, regia di Mu Chu (1978)
- Ma feng nu, regia di Tang Chin (1979)
- Shan zhong zhuan qi, regia di King Hu (1979)
- The Secret (Fung gip), regia di Ann Hui (1979)
- Tian xia yi da xiao, regia di Chun-Liang Chen (1980)
- Jin zhi yu ye, regia di Han Chin (1980)
- Mo li hua, regia di Chun-Liang Chen (1980)
- Da xiao jiang jun, regia di Chun-Liang Chen (1980)
- Xue jian leng ying bao, regia di Ao Hsin Chin (1980)
- Z-Men (Attack Force Z), regia di Tim Burstall (1981)
- Zhong shen da shi, regia di King Hu (1981)
- Zui jia pai dang, regia di Eric Tsang (1982)
- Nan xiong nan di, regia di Karl Maka (1982)
- Xue jian gui xiang lu, regia di Ao Hsin Chin (1982)
- Ye jing hun, regia di Po-Chih Leong (1982)
- Guang yin de gu shi, regia di Yi Chang, I-Chen Ko, Te-chen Tao e Edward Yang (1982)
- Wo de ye ye, regia di Chun Hsiung Ko (1982)
- Zui jia pai dang 2: Da xian shen tong, regia di Eric Tsang (1983)
- 1938 Da jing qi, regia di Yen-Ping Chu (1983)
- Dai jian de xiao hai, regia di I-Chen Ko (1983)
- Hai tan de yi tian, regia di Edward Yang (1983)
- Tai shang tai xia, regia di Ching-Chieh Lin (1983)
- Zui jia pai dang 3: Nu huang mi ling, regia di Hark Tsui (1984)
- Da xiao bu liang, regia di Eric Tsang (1984)
- Shang Hai zhi yen, regia di Hark Tsui (1984)
- Gao liang di li da mai shou (1984)
- Ba Fan keng kou de xin niang, regia di Ao Hsin Chin (1985)
- Zui xiang nian de ji jie, regia di Kun-Hou Chen (1985)
- Qiu ai fan dou xing, regia di Tommy Ga-Shu Leung (1985)
- Zui jia pai dang 4: Qian li jiu chai po, regia di Ringo Lam (1986)
- Zui jia fu xing, regia di Eric Tsang (1986)
- Hoi seung fa, regia di Yonfan (1986)
- Qi nian zhi yang, regia di Johnnie To (1987)
- Chun qiu cha shi, regia di Kun-Hou Chen (1988)
- La legge delle triadi (Soursweet), regia di Mike Newell (1988)
- Gai tung ngap gong, regia di Clifton Ko (1988)
- Ku jia tian xia, regia di Jamie Luk (1988)
- Ba liang jin, regia di Mabel Cheung (1989)
- Ah Long dik goo si, regia di Johnnie To (1989)
- Ren zai Niu Yue, regia di Stanley Kwan (1989)
- Liang ge you qi jiang, regia di Kan Ping Yu (1989)
- Gat seng gung ziu, regia di Johnnie To (1990)
- Miao jie huang hou, regia di Lawrence Ah Mon (1990)
- Bao feng shao nian, regia di Kin-Nam Cho (1991)
- Twin Dragons (Seong lung wui), regia di Ringo Lam e Hark Tsui (1992)
- Tek dou bou, regia di Johnnie To (1992)
- San bat liu ching, regia di Tung-Shing Yee (1993)
- Huan ying, regia di Xiaowei Lu (1993)
- Mangiare bere uomo donna (Yin shi nan nu), regia di Ang Lee (1994)
- Killer Lady, regia di Ren Jie Cheung (1995)
- Wo yao huo xia qu, regia di Raymond Lee (1995)
- Il violino rosso (Le violon rouge), regia di François Girard (1998)
- Dei gau tin cheung, regia di Raymond To (2001)
- Hainan ji fan, regia di Kenneth Bi (2004)
- American Fusion, regia di Frank Lin (2005)
- Wu Qingyuan, regia di Zhuangzhuang Tian (2006)
- Guan yin shan, regia di Yu Li (2010)
- Al di là delle montagne (Shan he gu ren), regia di Zhangke Jia (2015)
- Hua li shang ban zu, regia di Johnnie To (2015)
- Fen bei ren sheng, regia di Seng Kiat Tan (2017)
- Jìyuántái qīhào, regia di Yonfan (2019) - voce

### Regista e sceneggiatrice
- Jiu meng bu xu ji, co-regia di Chung Hsun Tu (1981)
- Meng xing shi fen (1992)
- Shao nu xiao yu (1995)
- Jin tian bu hui jia (1996)
- Seung fei (2002)
- Yat kor ho ba ba (2008)
- 10+10 (2011)
- Nian nian (2015)

### Regista, sceneggiatrice e attrice
- Zui ai (1986)
- Sha Sha Jia Jia zhan qi lai, co-regia di Maisy Tsui (1991)
- Xin tong ju shi dai, co-regia di Leung Chun, 'Samson' Chiu e Yonfan (1994) (segmento "Weihun mama - Unwed Mother")
- Sam dung (1999)
- Venti trenta quaranta - L'età delle donne (Er shi san shi si shi) (2004)
- Xiang ai xiang qin (2017)

### Regista e attrice
- Huang se gu shi, co-regia di Kok-Chiu Kim e Shaudi Wang (1987)